# ISU Grand Prix w łyżwiarstwie figurowym 2022/2023
ISU Grand Prix w łyżwiarstwie figurowym 2022/2023 – 28. edycja zawodów w łyżwiarstwie figurowym. Zawodnicy podczas sezonu wystąpili w siedmiu zawodach cyklu rozgrywek. Rywalizacja rozpoczęła się 21 października w Norwood, a zakończyła się finałem cyklu w Turynie.
Zawody MK John Wilson Trophy 2022 zastąpiły rosyjski Rostelecom Cup ze względu na wykluczenie Rosji z organizacji i uczestnictwa w zawodach łyżwiarskich organizowanych przez ISU po inwazji Rosji na Ukrainę na początku 2022 roku, zaś Grand Prix Espoo 2022 zastąpiły chińskie zawody Cup of China.

## Kalendarium zawodów
| Lp. | Data                    | Miejsce     | Zawody                     | Źr. |
| --- | ----------------------- | ----------- | -------------------------- | --- |
| 1   | 21–23 października 2022 | Norwood     | Skate America              |     |
| 2   | 28–30 października 2022 | Mississauga | Skate Canada International |     |
| 3   | 4–6 listopada 2022      | Angers      | Grand Prix de France       |     |
| 4   | 12–13 listopada 2022    | Sheffield   | MK John Wilson Trophy      |     |
| 5   | 18–20 listopada 2022    | Sapporo     | NHK Trophy                 |     |
| 6   | 25–27 listopada 2022    | Espoo       | Grand Prix Espoo           |     |
| 7   | 8–11 grudnia 2022       | Turyn       | Finał Grand Prix           |     |

## Medaliści

### Soliści
| Zawody                     | 1. miejsce       | 2. miejsce       | 3. miejsce    | Źr.   |
| -------------------------- | ---------------- | ---------------- | ------------- | ----- |
| Skate America              | Ilia Malinin     | Kao Miura        | Cha Jun-hwan  | [ 2 ] |
| Skate Canada International | Shōma Uno        | Kao Miura        | Matteo Rizzo  | [ 3 ] |
| Grand Prix de France       | Adam Siao Him Fa | Sōta Yamamoto    | Kazuki Tomono | [ 4 ] |
| MK John Wilson Trophy      | Daniel Grassl    | Deniss Vasiļjevs | Shun Satō     | [ 5 ] |
| NHK Trophy                 | Shōma Uno        | Sōta Yamamoto    | Cha Jun-hwan  | [ 6 ] |
| Grand Prix Espoo           | Ilia Malinin     | Shun Satō        | Kévin Aymoz   | [ 7 ] |
| Finał Grand Prix           | Shōma Uno        | Sōta Yamamoto    | Ilia Malinin  | [ 8 ] |

### Solistki
| Zawody                     | 1. miejsce      | 2. miejsce      | 3. miejsce          | Źr.    |
| -------------------------- | --------------- | --------------- | ------------------- | ------ |
| Skate America              | Kaori Sakamoto  | Isabeau Levito  | Amber Glenn         | [ 9 ]  |
| Skate Canada International | Rinka Watanabe  | Starr Andrews   | You Young           | [ 10 ] |
| Grand Prix de France       | Loena Hendrickx | Kim Ye-lim      | Rion Sumiyoshi      | [ 11 ] |
| MK John Wilson Trophy      | Mai Mihara      | Isabeau Levito  | Anastasija Gubanowa | [ 12 ] |
| NHK Trophy                 | Kim Ye-lim      | Kaori Sakamoto  | Rion Sumiyoshi      | [ 13 ] |
| Grand Prix Espoo           | Mai Mihara      | Loena Hendrickx | Mana Kawabe         | [ 14 ] |
| Finał Grand Prix           | Mai Mihara      | Isabeau Levito  | Loena Hendrickx     | [ 15 ] |

### Pary sportowe
| Zawody                     | 1. miejsce                               | 2. miejsce                               | 3. miejsce                             | Źr.    |
| -------------------------- | ---------------------------------------- | ---------------------------------------- | -------------------------------------- | ------ |
| Skate America              | Alexa Knierim / Brandon Frazier          | Deanna Stellato-Dudek / Maxime Deschamps | Kelly Ann Laurin / Loucas Ethier       | [ 16 ] |
| Skate Canada International | Riku Miura / Ryuichi Kihara              | Emily Chan / Spencer Akira Howe          | Sara Conti / Niccolò Macii             | [ 17 ] |
| Grand Prix de France       | Deanna Stellato-Dudek / Maxime Deschamps | Camille Kowalew / Pawieł Kowalew         | Annika Hocke / Robert Kunkel           | [ 18 ] |
| MK John Wilson Trophy      | Alexa Knierim / Brandon Frazier          | Sara Conti / Niccolò Macii               | Letizia Roscher / Luis Schuster        | [ 19 ] |
| NHK Trophy                 | Riku Miura / Ryuichi Kihara              | Emily Chan / Spencer Akira Howe          | Brooke McIntosh / Benjamin Mimar       | [ 20 ] |
| Grand Prix Espoo           | Rebecca Ghilardi / Filippo Ambrosini     | Alisa Jefimowa / Ruben Blommaert         | Anastasija Mietelkina / Daniił Parkman | [ 21 ] |
| Finał Grand Prix           | Riku Miura / Ryuichi Kihara              | Alexa Knierim / Brandon Frazier          | Sara Conti / Niccolò Macii             | [ 22 ] |

### Pary taneczne
| Zawody                     | 1. miejsce                                   | 2. miejsce                                   | 3. miejsce                               | Źr.    |
| -------------------------- | -------------------------------------------- | -------------------------------------------- | ---------------------------------------- | ------ |
| Skate America              | Madison Chock / Evan Bates                   | Kaitlin Hawayek / Jean-Luc Baker             | Marie-Jade Lauriault / Romain Le Gac     | [ 23 ] |
| Skate Canada International | Piper Gilles / Paul Poirier                  | Lilah Fear / Lewis Gibson                    | Marjorie Lajoie / Zachary Lagha          | [ 24 ] |
| Grand Prix de France       | Charlène Guignard / Marco Fabbri             | Laurence Fournier Beaudry / Nikolaj Sørensen | Jewgienija Łopariowa / Geoffrey Brissaud | [ 25 ] |
| MK John Wilson Trophy      | Charlène Guignard / Marco Fabbri             | Lilah Fear / Lewis Gibson                    | Marjorie Lajoie / Zachary Lagha          | [ 26 ] |
| NHK Trophy                 | Laurence Fournier Beaudry / Nikolaj Sørensen | Madison Chock / Evan Bates                   | Caroline Green / Michael Parsons         | [ 27 ] |
| Grand Prix Espoo           | Piper Gilles / Paul Poirier                  | Kaitlin Hawayek / Jean-Luc Baker             | Juulia Turkkila / Matthias Versluis      | [ 28 ] |
| Finał Grand Prix           | Piper Gilles / Paul Poirier                  | Madison Chock / Evan Bates                   | Charlène Guignard / Marco Fabbri         | [ 29 ] |